# 第五代阿盖尔公爵约翰·坎贝尔

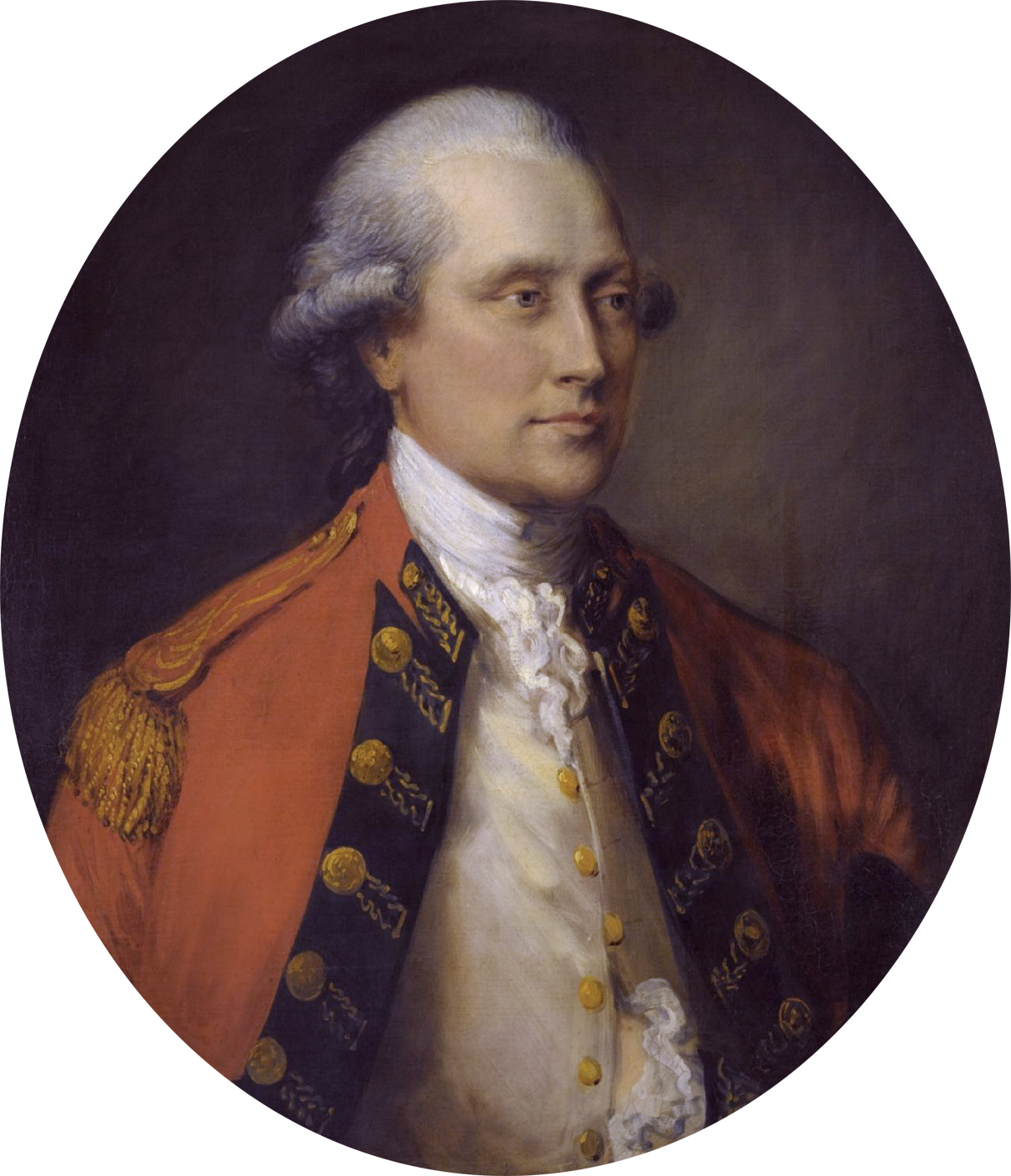
约翰·坎贝尔的畫像

约翰·坎贝尔，第五代阿盖尔公爵（英語：John Campbell, 5th Duke of Argyll，1723年6月—1806年5月24日），苏格兰军事家和贵族。
他是第4代阿盖尔公爵约翰·坎贝尔之子。他成为议员，在1796年7月30日被授于英国陆军元帅。他指挥苏格兰卫队，他妻子是汉密尔顿公爵遗孀爱尔兰人伊丽莎白。他们居住在Inveraray城堡，有二个孩子:乔治·坎贝尔和约翰·坎贝尔
| 前代: 约翰·坎贝尔 | 阿盖尔公爵 1770–1806 | 后代: 乔治·坎贝尔 |